# Баркінг-ріверсаїд (станція)
51°31′09″ пн. ш. 0°06′53″ сх. д. / 51.519108° пн. ш. 0.114764° сх. д.
Баркінг-ріверсаїд (англ. Barking Riverside) — станція London Overground лінії Gospel Oak to Barking Line, розташована у районі Баркінг, боро Баркінг і Дагенем. Тарифна зона — 4. 
18 липня 2022: відкриття станції.
Конструкція: наземна відкрита з двома береговими платформами.

## Пересадки
- Баркінг-ріверсаїд-пірс[en] Thames Clippers